# Люльгюрай, Адриан
Адриа́н Люльгю́рай (алб. Adrian Lulgjuraj, род. в Улцине, Черногория) — албанский певец, который вместе с Бледаром Сейко представлял Албанию на конкурсе песни Евровидение 2013.
Родился в семье черногорских албанцев; в дальнейшем переехал в столицу Албании Тирану. Начал музыкальную карьеру в 2011 году. В этом же 2011 году он участвовал на Евровидении 2011 как бэк-вокалист Аурелы Гаче из Албании. В 2012 году стал обладателем «Top Fest Awards» как «лучший певец Албании» за песню «Evoloj».
В 2012 году вместе с Бледаром Сейко принял участие в «Festivali i Këngës 2012», заняв на нём первое место с песней «Identitet». Это дало возможность исполнителю принять участие на предстоящем «Евровидении», которое состоится в городе Мальмё (Швеция).